# Rafael Dudamel
Rafael Dudamel   (San Felipe, 7 de gener de 1973) és un exfutbolista veneçolà de la dècada de 1990.
Fou 56 cops internacional amb la selecció de Veneçuela.
Pel que fa a clubs, fou jugador, entre d'altres, de Universidad de Los Andes, El Vigía, Atlético Zulia, UA Maracaibo i Deportivo Táchira. Atlético Huila, Independiente Santa Fe, Deportivo Cali, Millonarios FC i Cortuluá foren els seus clubs a Colòmbia. També jugà a Quilmes, de l'Argentina.
Trajectòria com a entrenador:
- 2010-2011: Estudiantes de Mérida
- 2012-2013: Veneçuela U17
- 2014-2015: Deportivo Lara
- 2015: Veneçuela Venezuela U20
- 2016-:  Veneçuela